# Понте-делле-Гулье
Понте-делле-Гулье (итал. Ponte delle Guglie — «мост шпилей») — один из мостов Венеции через канал Каннареджо.
Единственный каменный мост в Венеции с обелисками (гулье) по углам. В 1285 году на этом месте был построен деревянный мост, заменённый в 1580 на каменный. Нынешний мост был построен в 1777. Находится на углу кампо Сан-Иеремия, недалеко от железнодорожного вокзала и места слияния канала Каннареджо и Гранд-канала.